# Paolo Cesa Bianchi
Paolo Cesa Bianchi (Milano, 29 novembre 1840 – Milano, 3 gennaio 1920) è stato un architetto e ingegnere italiano.

## Biografia
Figlio di Domenico e Maddalena Bossi, Paolo Cesa Bianchi era membro di un'importante famiglia milanese; anche il fratello Luigi si laureò in Ingegneria, mentre una delle sue figlie sposò l'architetto Cesare Nava.
Si laureò in Matematica all'Università degli Studi di Pavia nel 1863 e successivamente in ingegneria al Regio istituto tecnico superiore nel 1867.
A partire dal 1870 fu incaricato della progettazione di tre case a Milano e del Grand Hôtel Nervi a Nervi, mentre nel 1877 fu nominato "ingegnere-architetto della Fabbrica del duomo di Milano", carica che mantenne fino al 1912.
Nel 1882 fu incaricato della progettazione e della direzione dei lavori di restauro della basilica milanese di San Babila, che fu completamente ristrutturata riportando alla luce la sua veste romanica.
Nel 1890 completò la facciata della chiesa di San Raffaele e costruì la cappella gotico-lombarda della famiglia Lovati-Chiappa nel cimitero Monumentale di Milano; nel 1894 ampliò la chiesa di Desio e nel 1902 disegnò insieme al fratello Luigi il santuario di Sant'Antonio di Padova.
Morì nel 1920 a Milano e fu sepolto al cimitero Monumentale cittadino.